# Алоїз Ляєр
Ля́єр Альфонс (Алої́з, нар. 1888, Браунау-на-Інні, тепер Австрія — пом. 9 червня 1919, Гримайлів, (нині Чортківський район, Тернопільська область) — український військовий діяч, отаман Української Галицької Армії, етнічний німець.

## Життєпис

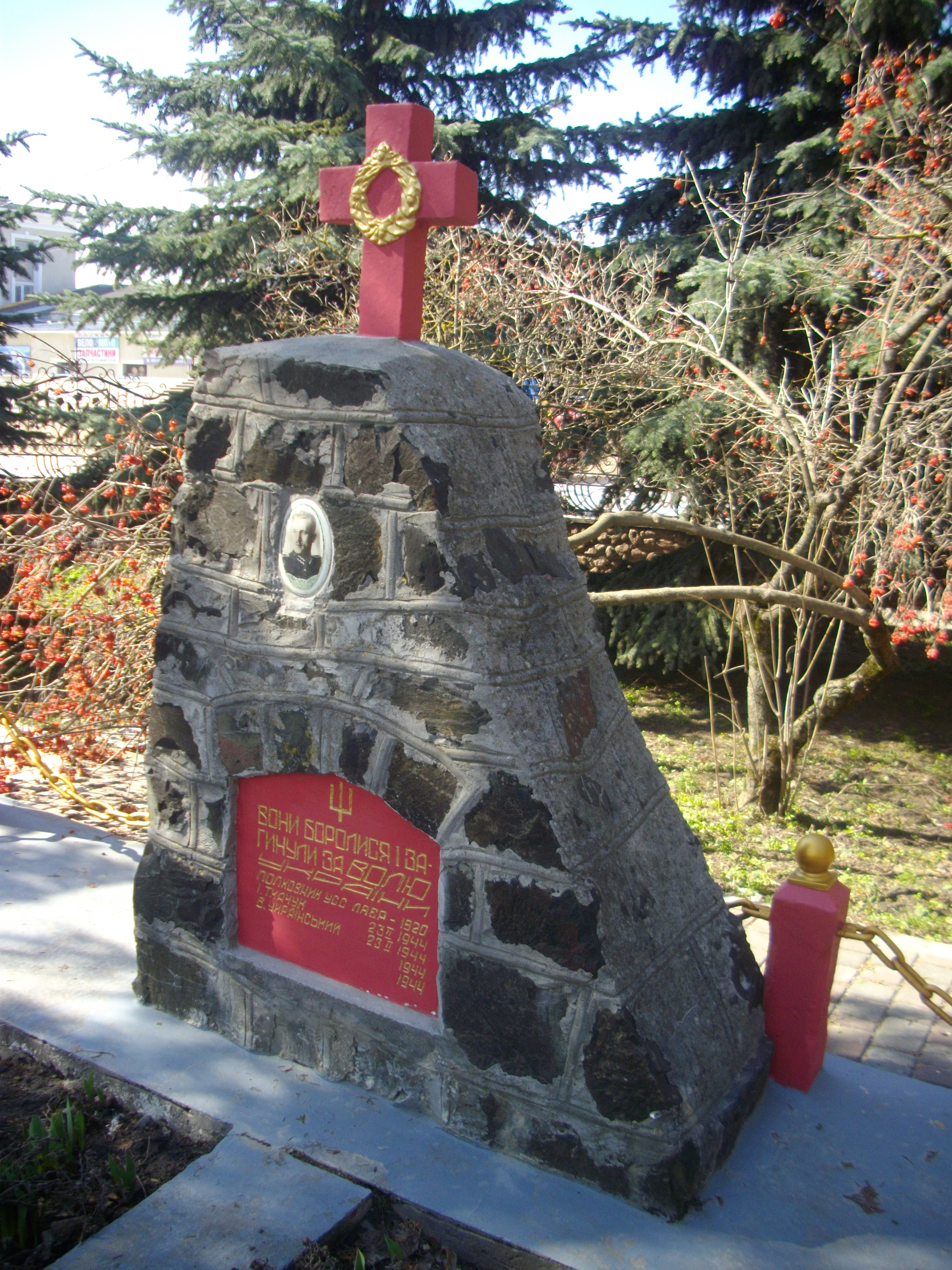
Могила, в котрій похований Алоїз Ляєр

Під час Першої світової війни капітан 75-го піхотного полку армії Австро-Угорщини.
Перебував на службі в Гуцульській сотні УСС.

### В Українській Галицькій Армії
В УГА з 1 листопада 1918 року. В січні 1919 на службі в 2-му Станіславському піхотному полку. 
Весною 1919 на східному протибільшовицькому фронті УГА очолював відтинок «Підволочиськ» (так звана група Ляєра) — отаман Степан Шухевич був відкликаний командувати бригадою.
Захоплений поляками в полон, убитий 9 червня 1919 біля містечка Гримайлів, похований у Скалаті.
Помилково в низці видань іменується Алоїзом.